# Superliga de Kosovo 2023-24
La Superliga de Kosovo 2023-24 fue la 25.ª edición de la Superliga de Kosovo. La temporada comenzó el 12 de agosto de 2023 y terminó el 25 de mayo de 2024.
La liga cambió de patrocinio y a partir de esta temporada pasó a ser conocida como ALBI MALL Superliga.

## Relevos
| Pos   | a la Superliga |
| ----- | -------------- |
| 1.° A | Feronikeli     |
| 1.° B | Fushë Kosova   |
| 2.° A | Liria Prizren  |

| Pos   | a la Liga e Parë |
| ----- | ---------------- |
| 8.°   | Ferizaj          |
| 9.°.  | Trepça'89        |
| 10.°. | Drenica          |

## Equipos participantes
- En negrita los que llevan licencia de la UEFA.[2]

| Equipo        | Ciudad       | Estadio                 | Capacidad |
| ------------- | ------------ | ----------------------- | --------- |
| Ballkani      | Suva Reka    | Estadio Suva Reka       | 1500      |
| Drita         | Gnjilane     | Estadio Gjilan City     | 15000     |
| Dukagjini     | Klina        | Estadio 18 de Junio     | 1000      |
| Feronikeli    | Glogovac     | Estadio Rexhep Rexhepi  | 6000      |
| Fushë Kosova  | Kosovo Polje | Estadio Ekrem Grajqevci | 5000      |
| Gjilani       | Gnjilane     | Estadio Gjilan City     | 15000     |
| Liria Prizren | Prizren      | Estadio Përparim Thaçi  | 8500      |
| Llapi         | Podujevo     | Estadio Zahir Pajaziti  | 10000     |
| Malisheva     | Malisevo     | Estadio Liman Gegaj     | 1800      |
| Pristina      | Pristina     | Estadio Fadil Vokrri    | 13000     |

## Tabla de posiciones
| Pos. | Equipo            | Pts. | PJ | G  | E  | P  | GF | GC | Dif. | Clasificación 2024-25                       |
| ---- | ----------------- | ---- | -- | -- | -- | -- | -- | -- | ---- | ------------------------------------------- |
| 1    | Ballkani (C)      | 78   | 36 | 23 | 9  | 4  | 62 | 26 | +36  | Primera ronda de la Liga de Campeones       |
| 2    | Llapi             | 71   | 36 | 21 | 8  | 7  | 56 | 27 | +29  | Primera ronda de la Liga Europa             |
| 3    | Drita             | 67   | 36 | 19 | 10 | 7  | 49 | 27 | +22  | Segunda ronda de la Liga Europa Conferencia |
| 4    | Malisheva         | 57   | 36 | 17 | 6  | 13 | 58 | 45 | +13  | Primera ronda de la Liga Europa Conferencia |
| 5    | Pristina          | 49   | 36 | 11 | 16 | 9  | 41 | 32 | +9   |                                             |
| 6    | Gjilani           | 45   | 36 | 11 | 12 | 13 | 43 | 38 | +5   |                                             |
| 7    | Dukagjini         | 45   | 36 | 10 | 15 | 11 | 38 | 48 | −10  |                                             |
| 8    | Feronikeli (O)    | 44   | 36 | 12 | 8  | 16 | 39 | 47 | −8   | Play-off de relegación                      |
| 9    | Fushë Kosova (D)  | 20   | 36 | 4  | 8  | 24 | 20 | 64 | −44  | Descenso a la Liga e Parë 2024-25           |
| 10   | Liria Prizren (D) | 14   | 36 | 2  | 8  | 26 | 26 | 78 | −52  | Descenso a la Liga e Parë 2024-25           |

Actualizado a los partidos jugados el 25 de mayo de 2024.
 Fuente: Soccerway
Notas:
1. ↑  El Llapi se clasificó a la Liga Europa a través de su participación en liga, debido a que el campeón de la Copa de Kosovo, el Ballkani, se clasificó para la Liga de Campeones mediante de su desempeño en la Superliga de Kosovo.

## Play-off de permanencia
| 1 de junio de 2024 | Prishtina e Re | 0:1 (0:0) | Feronikeli     | Stadiumi 18 Qershori, Klina |  |
| 15:00              |                | Reporte   | Shillova 90+7' |                             |  |